# Viertes Stadtkreisgericht Vilnius

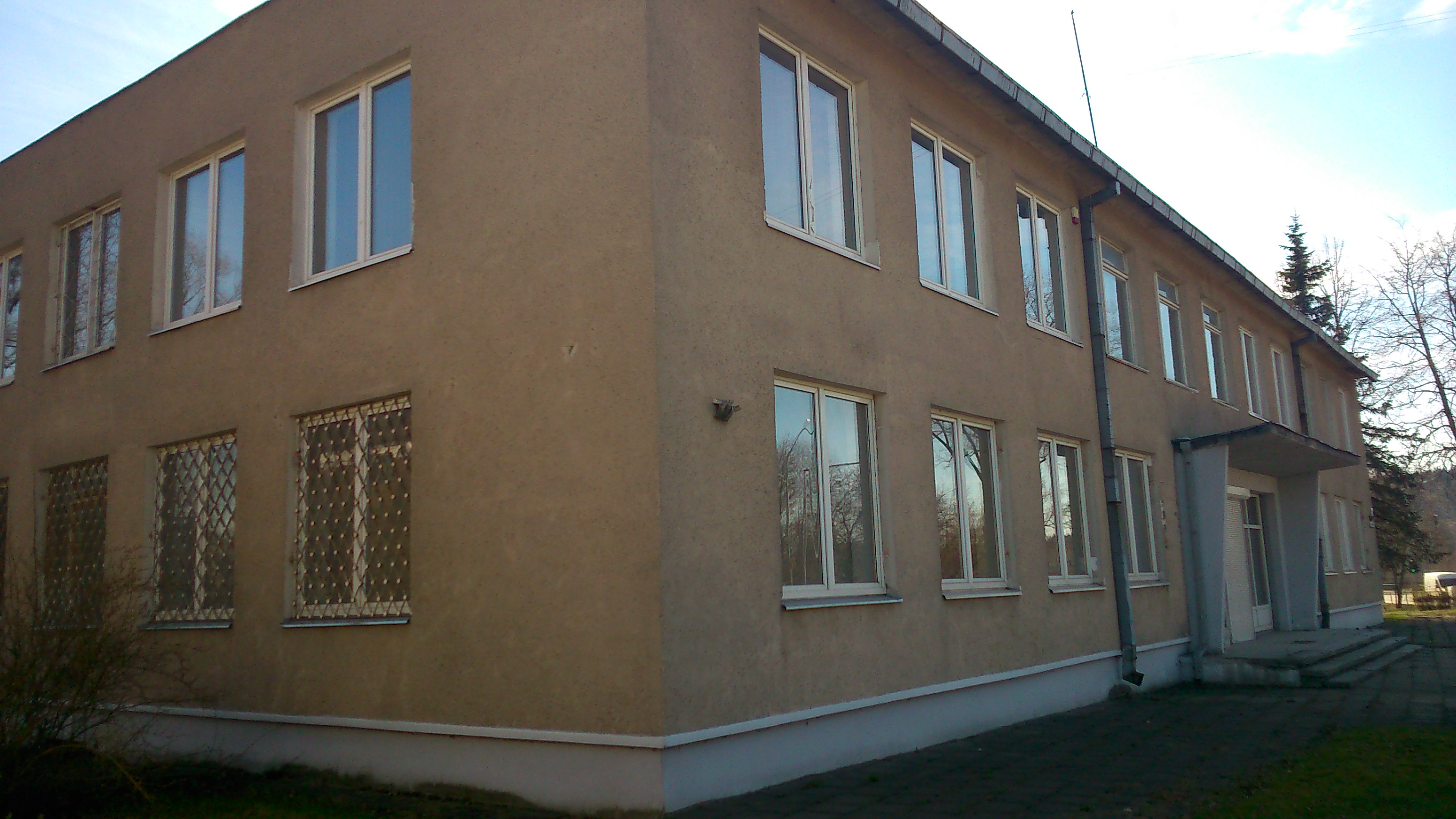
Das Gebäude in Naujoji Vilnia

Das Vierte Stadtkreisgericht Vilnius (lit. Vilniaus miesto ketvirtasis apylinkės teismas) war bis 2013 ein Kreisgericht in Litauen, eines der damals zehn Gerichte in der Hauptstadt der Republik (neben dem Kreisgericht Vilnius, dem Bezirksgericht Vilnius, Appellationsgericht Litauens, den anderen drei Stadtkreisgerichten u. a.). Das zuständige Territorium war ein Teil der Stadt Vilnius (die Stadtverwaltungsgemeinschaft Naujoji Vilnia). 
Das Gericht der 2. Instanz war das Bezirksgericht Vilnius.
Adresse war S. Batoro g. 41, LT-2048, Vilnius. 

## Richter
- Gerichtspräsident: Vladislavas Lenčikas